# Beschorneria albiflora
El falso maguey pequeño (Beschorneria albiflora) es una especie de la familia Asparagaceae. Otros de sus nombres comunes son: Ahuimo, Cheche, Maguey, Mecate, Pita y Quetzal beschorneria.

## Clasificación y descripción
Esta planta tiene forma de maguey arborescente; el tronco mide 0,5 - 8 m de alto. Hojas 60-125 x 5,5-10 cm, gradualmente angostas hacia la base, erectas, cartáceas (que tienen la consistencia de papel o pergamino), lisas, verde-glaucas. Panícula (inflorescencias en racimo) miden 1,5-2,5 m; pedúnculo y brácteas rojas. Flores 5-8,5 cm, en fascículos de 2-4; bractéolas subyacentes 1-2,2 x 0,5-0,7 cm; pedicelos 1-3,5 cm; tépalos 2,5-4,5 x 0,2-0,5 cm; estambres tan largos como los tépalos, las anteras 5-7 mm, oblongo-elípticas; ovario 25-40 x 3-6 mm, rojo intenso. Los frutos son cápsula que miden de 5-7 x 2-3 cm.

## Distribución y hábitat
Selvas bajas perennifolias, matorrales perennifolios. Se encuentra a una altitud de (1900-) 2300-3000 m s. n. m. México (Oaxaca, Chiapas), Guatemala.

## Estado de conservación
Esta especie tiene una categoría de especie en Protección especial (PR) según la NOM-059-ECOL-2010.